# Stolbowoi
Stolbowoi (russisch Столбовой остров, „Pfeilerinsel“; jakutisch Остуолбалаах арыы) ist eine etwa 170 km² große, zu den Ljachow-Inseln (Südteil der Neusibirischen Inseln) gehörende, russische Insel in der arktischen Laptewsee.
Die höchste Erhebung der unbewohnten Insel, die in Nordwest-Südost-Richtung zwischen den Kaps Mys Skalisty und Mys Poworotny 46,7 km lang und in Südwest-Nordost-Richtung bis zu 10,3 km breit ist, liegt mit 222 m im Südostteil. Ihre Oberfläche besteht zum Großteil aus Granit, die Vegetation entspricht jener der Tundra.
Die Insel wurde im Jahr 1800 vom russischen Entdecker, Händler und Kartografen Jakow Sannikow entdeckt und 1821 von Pjotr Anjou kartiert. Adolf Erik Nordenskiöld passierte die Insel an Bord der Vega am 28. August 1878, während er als Erster die Nordostpassage durchfuhr.

Karten
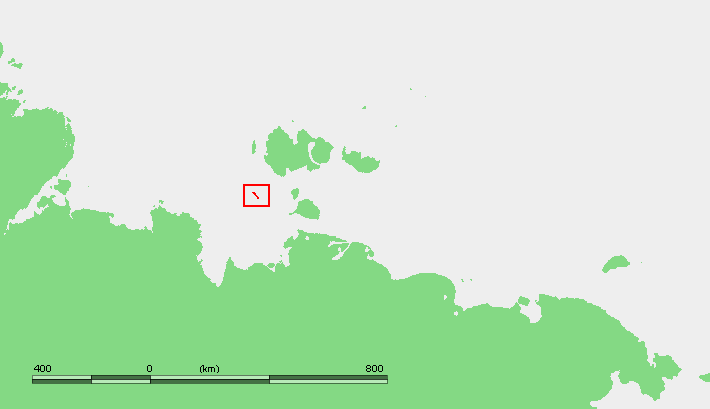
Lagekarte
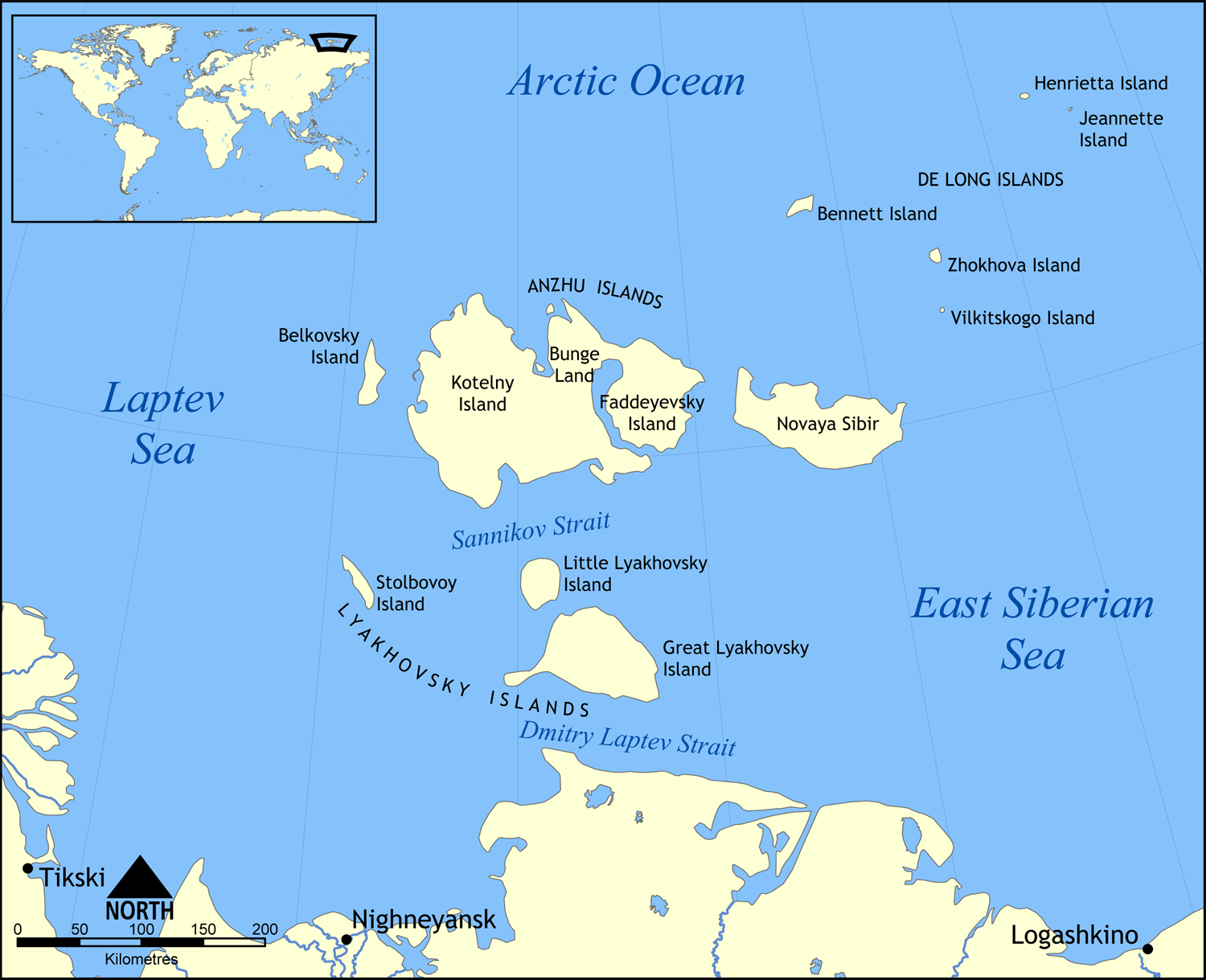
Karte der Neusibirischen Inseln
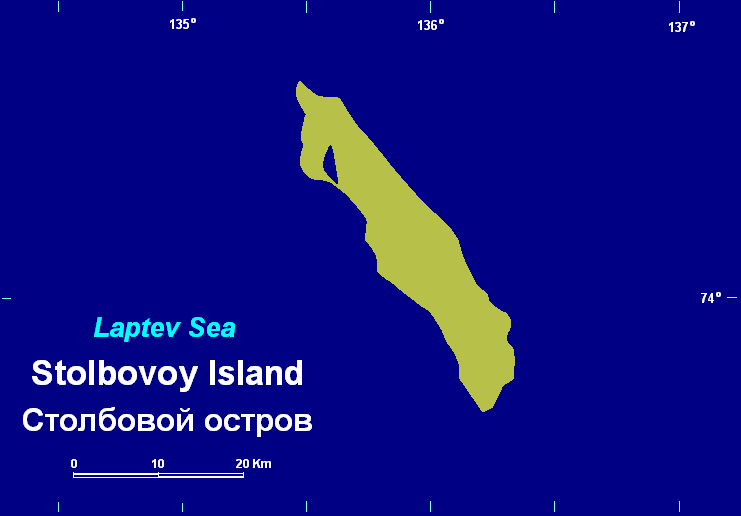
Karte von Stolbowoi